# 平井輝七
平井 輝七（ひらい てるしち、1900年〈明治33年〉12月5日 - 1970年〈昭和45年〉12月11日）は、日本戦前を代表する前衛的な写真家のひとり。
1900年 (明治33年) 12月5日、大阪生まれ。
アマチュア写真家として、「浪華写真倶楽部」、「丹平写真倶楽部」、「アヴァンギャルド 造影集団」などのグループで活躍した。1970年 (昭和45年) 12月11日、堺で亡くなった。
平井は、フォトモンタージュや彩色を駆使した、極めて幻想的なシュルレアリスム的作品を得意とする。「月の夢想」、「モード」、「生命」などの作品は、他に類例のない、独自の幻想世界を構築しており、日本戦前の写真作品全体にとっても、代表作といってよい。
平井輝七の作品「月の夢想」について、飯沢耕太郎はその著書『写真に帰れ　光画の時代』の中で、「江戸川乱歩の小説のような幻想世界を作りあげている」「『前衛写真』の記念碑的な作品」と評している。

## 主要参考文献
- 『日本のシュールレアリスム展』展覧会カタログ（名古屋市美術館・1990年）182ページ～191ページ
- 「日本近代写真の成立と展開」展カタログ（東京都写真美術館・1995年）
- 日本写真家事典（東京都写真美術館・執筆・監修、淡交社、2000年）263ページ
- 日本の写真家 近代写真史を彩った人と伝記・作品集目録（東京都写真美術館・監修、編集・発行・日外アソシエーツ、2005年）341ページ

そのほか、展覧会カタログは存在しないが、「コラージュとフォトモンタージュ」展（東京都写真美術館、2006年）でも、平井作品が展示され、「生命」がチラシに用いられている。

### 注
1. ↑   「生命」の図版あり[5][6]